# Mahasena yuna
Mahasena yuna är en fjärilsart som beskrevs av Chao 1982. Mahasena yuna ingår i släktet Mahasena och familjen säckspinnare. Inga underarter finns listade i Catalogue of Life.